# Oregon Route 52
Az Oregon Route 52 (OR-52) (korábban Oregon Route 90) egy oregoni állami országút, amely észak–déli irányban a 201-es út Payette Junction-i elágazásától az idahói államhatárig halad.
Az országútnak része az Olds Ferry–Ontario Highway No. 455 payette-i elkerülője.

## Leírás
A szakasz a 201-es út Payette Junctiontől délnyugatra lévő elágazásánál indul. A pálya hatvan méteren délkeletre halad, majd az Alsó-árok keresztezése után dél felé fordul. Az ontariói Boat Landing Road csomópontja után megint délkeletre fordul, majd keresztezi a Kígyó-folyót. Az útszakasz a híd közepén ér véget; a pálya az idahói oldalon szintén 52-es számmal folytatódik.